# Списак епизода серије Комшије

Серија Комшије је емитована на каналу РТС 1 од 25. октобра 2015. до 30. маја 2018. године. Прва сезона је емитована од 25. октобра 2015. до 24. јануара 2016. и има 13 епизода. Друга сезона је емитована од 6. марта до 5. јуна 2016. и има 12 епизода. Трећа сезона је емитована од 27. фебруара до 15. јуна 2017. и има 41 епизоду. Новогодишњи специјал је емитован 2. јануара 2018, који је претворен у прве две епизоде четврте сезоне, а сезона је емитована од 26. фебруара до 30. маја исте године и има 48 епизода.
До сада су снимљене четири сезоне серије са 114 епизода.

## Преглед
| Сезоне | Сезоне | Епизоде | Оригинално емитовање | Оригинално емитовање |
| Сезоне | Сезоне | Епизоде | Почетак емитовања    | Крај емитовања       |
| ------ | ------ | ------- | -------------------- | -------------------- |
|        | 1      | 13      | 25. октобар 2015.    | 24. јануар 2016.     |
|        | 2      | 12      | 6. март 2016.        | 5. јун 2016.         |
|        | 3      | 41      | 27. фебруар 2017.    | 15. јун 2017.        |
|        | 4      | 48      | 26. фебруар 2018.    | 30. мај 2018.        |

## Епизоде

### 1. сезона (2015–16)
Небојша Илић, Милица Михајловић, Милутин Мима Караџић, Ања Мит, Милош Самолов, Наташа Марковић и Милена Дравић улазе у главну поставу.
| Бр. еп. (укупно) | Бр. еп. (у сезони) | Наслов             | Редитељ       | Сценариста   | Премијера          |
| ---------------- | ------------------ | ------------------ | ------------- | ------------ | ------------------ |
| 1                | 1                  | Пресељење          | Милан Караџић | Мила Машовић | 25. октобар 2015.  |
| 2                | 2                  | Прагње             | Милан Караџић | Мила Машовић | 1. новембар 2015.  |
| 3                | 3                  | Гости              | Милан Караџић | Мила Машовић | 8. новембар 2015.  |
| 4                | 4                  | Манијак            | Милан Караџић | Мила Машовић | 15. новембар 2015. |
| 5                | 5                  | Тетка из Пожаревца | Милан Караџић | Мила Машовић | 22. новембар 2015. |
| 6                | 6                  | Једна је мајка     | Милан Караџић | Мила Машовић | 6. децембар 2015.  |
| 7                | 7                  | Животна шанса      | Милан Караџић | Мила Машовић | 13. децембар 2015. |
| 8                | 8                  | Слика и прилика    | Милан Караџић | Мила Машовић | 20. децембар 2015. |
| 9                | 9                  | Диван дан за лов   | Милан Караџић | Мила Машовић | 27. децембар 2015. |
| 10               | 10                 | Новогодишња прича  | Милан Караџић | Мила Машовић | 31. децембар 2015. |
| 11               | 11                 | Циркус у кући      | Милан Караџић | Мила Машовић | 3. јануар 2016.    |
| 12               | 12                 | Јапанци            | Милан Караџић | Мила Машовић | 17. јануар 2016.   |
| 13               | 13                 | Концерт            | Милан Караџић | Мила Машовић | 24. јануар 2016.   |

### 2. сезона (2016)
Милена Дравић је уназађена у епизодне улоге на почетку сезоне. Њу је у главној постави заменио Урош Јовчић.
| Бр. у сезони | Бр. у серији | Назив             | Редитељ       | Сценариста                       | Премијерно емитовање |
| ------------ | ------------ | ----------------- | ------------- | -------------------------------- | -------------------- |
| 1            | 14           | Подстанар         | Милан Караџић | Мила Машовић и Владимир Ђурђевић | 6. март 2016.        |
| 2            | 15           | Писмо             | Милан Караџић | Мила Машовић и Владимир Ђурђевић | 13. март 2016.       |
| 3            | 16           | Пакет             | Милан Караџић | Мила Машовић и Владимир Ђурђевић | 20. март 2016.       |
| 4            | 17           | Дедин кључ        | Милан Караџић | Мила Машовић и Владимир Ђурђевић | 27. март 2016.       |
| 5            | 18           | Завера            | Милан Караџић | Мила Машовић и Владимир Ђурђевић | 10. април 2016.      |
| 6            | 19           | Тајна фотографије | Милан Караџић | Мила Машовић и Владимир Ђурђевић | 17. април 2016.      |
| 7            | 20           | Шал               | Милан Караџић | Мила Машовић и Владимир Ђурђевић | 1. мај 2016.         |
| 8            | 21           | Истеривање духова | Милан Караџић | Мила Машовић и Владимир Ђурђевић | 8. мај 2016.         |
| 9            | 22           | Дунавска утвара   | Милан Караџић | Мила Машовић и Владимир Ђурђевић | 15. мај 2016.        |
| 10           | 23           | Машанов сан       | Милан Караџић | Мила Машовић и Владимир Ђурђевић | 22. мај 2016.        |
| 11           | 24           | Власнички лист    | Милан Караџић | Мила Машовић и Владимир Ђурђевић | 29. мај 2016.        |
| 12           | 25           | Сестре Черовић    | Милан Караџић | Мила Машовић и Владимир Ђурђевић | 5. јун 2016.         |

### 3. сезона (2017)[note 1]
Урош Јовчић је уназађен у епизодне улоге на почетку сезоне. Њега је у главној постави заменила Оливера Бацић.
| Бр. у сезони | Бр. у серији | Назив                           | Редитељ       | Сценариста                          | Премијерно емитовање |
| ------------ | ------------ | ------------------------------- | ------------- | ----------------------------------- | -------------------- |
| 1            | 26           | Уклети и проклети               | Милан Караџић | Владимир Ђурђевић                   | 27. фебруар 2017.    |
| 2            | 27           | Чија је беба?                   | Милан Караџић | Владимир Ђурђевић и Маријана Арацки | 28. фебруар 2017.    |
| 3            | 28           | Циљеви                          | Милан Караџић | Владимир Ђурђевић                   | 2. март 2017.        |
| 4            | 29           | Кад крене, кренуло је           | Милан Караџић | Владимир Ђурђевић                   | 6. март 2017.        |
| 5            | 30           | Родио се син, мали господин     | Милан Караџић | Владимир Ђурђевић                   | 7. март 2017.        |
| 6            | 31           | Наследство                      | Милан Караџић | Владимир Ђурђевић                   | 13. март 2017.       |
| 7            | 32           | Породица на окупу               | Милан Караџић | Владимир Ђурђевић и Маријана Арацки | 14. март 2017.       |
| 8            | 33           | Сеоске перверзије               | Милан Караџић | Владимир Ђурђевић и Маријана Арацки | 20. март 2017.       |
| 9            | 34           | Акт                             | Милан Караџић | Владимир Ђурђевић                   | 21. март 2017.       |
| 10           | 35           | Акт искрености                  | Милан Караџић | Владимир Ђурђевић                   | 23. март 2017.       |
| 11           | 36           | Случај нестале коверте          | Милан Караџић | Владимир Ђурђевић                   | 27. март 2017.       |
| 12           | 37           | Ухватите лопова                 | Милан Караџић | Владимир Ђурђевић                   | 28. март 2017.       |
| 13           | 38           | Хапшење                         | Милан Караџић | Владимир Ђурђевић                   | 30. март 2017.       |
| 14           | 39           | Мистерија је решена             | Милан Караџић | Владимир Ђурђевић                   | 3. април 2017.       |
| 15           | 40           | Психијатар и протест            | Милан Караџић | Владимир Ђурђевић                   | 4. април 2017.       |
| 16           | 41           | Емисија                         | Милан Караџић | Владимир Ђурђевић                   | 6. април 2017.       |
| 17           | 42           | Емисија се наставља -I део-     | Милан Караџић | Владимир Ђурђевић                   | 10. април 2017.      |
| 18           | 43           | Емисија се наставља -II део-    | Милан Караџић | Владимир Ђурђевић                   | 11. април 2017.      |
| 19           | 44           | Проблем са дететом              | Милан Караџић | Владимир Ђурђевић                   | 17. април 2017.      |
| 20           | 45           | Кад Гоце Нема                   | Милан Караџић | Владимир Ђурђевић                   | 24. април 2017.      |
| 21           | 46           | Љубавни живот младог Јовановића | Милан Караџић | Владимир Ђурђевић                   | 25. април 2017.      |
| 22           | 47           | Кад Милета нема                 | Милан Караџић | Владимир Ђурђевић                   | 1. мај 2017.         |
| 23           | 48           | Пословни план                   | Милан Караџић | Владимир Ђурђевић                   | 2. мај 2017.         |
| 24           | 49           | Филм                            | Милан Караџић | Владимир Ђурђевић                   | 8. мај 2017.         |
| 25           | 50           | Журка!                          | Милан Караџић | Владимир Ђурђевић                   | 9. мај 2017.         |
| 26           | 51           | Дан после журке                 | Милан Караџић | Владимир Ђурђевић                   | 11. мај 2017.        |
| 27           | 52           | Договор, диплома и филм         | Милан Караџић | Владимир Ђурђевић                   | 15. мај 2017.        |
| 28           | 53           | Шаролики ликови                 | Милан Караџић | Владимир Ђурђевић                   | 16. мај 2017.        |
| 29           | 54           | Невероватни избор глумаца       | Милан Караџић | Владимир Ђурђевић                   | 18. мај 2017.        |
| 30           | 55           | Тајне са аудиције               | Милан Караџић | Владимир Ђурђевић                   | 22. мај 2017.        |
| 31           | 56           | Кад аудиција постане хаос       | Милан Караџић | Владимир Ђурђевић                   | 23. мај 2017.        |
| 32           | 57           | Брод који тоне                  | Милан Караџић | Владимир Ђурђевић                   | 25. мај 2017.        |
| 33           | 58           | Потпуни распад                  | Милан Караџић | Владимир Ђурђевић                   | 29. мај 2017.        |
| 34           | 59           | Проблеми, проблеми, проблеми... | Милан Караџић | Владимир Ђурђевић                   | 30. мај 2017.        |
| 35           | 60           | Опљачкани                       | Милан Караџић | Владимир Ђурђевић                   | 1. јун 2017.         |
| 36           | 61           | Случај нестале виолине          | Милан Караџић | Владимир Ђурђевић                   | 5. јун 2017.         |
| 37           | 62           | Ратници подземља                | Милан Караџић | Владимир Ђурђевић                   | 6. јун 2017.         |
| 38           | 63           | Нова жена                       | Милан Караџић | Владимир Ђурђевић                   | 8. јун 2017.         |
| 39           | 64           | Операција „Драгослава”          | Милан Караџић | Владимир Ђурђевић                   | 12. јун 2017.        |
| 40           | 65           | Љубав и други злочини           | Милан Караџић | Владимир Ђурђевић                   | 13. јун 2017.        |
| 41           | 66           | Све је добро што се добро сврши | Милан Караџић | Владимир Ђурђевић                   | 15. јун 2017.        |

### 4. сезона (2018)
| Бр. еп. (укупно) | Бр. еп. (у сезони) | Наслов                                   | Редитељ       | Сценариста                          | Премијера         |
| ---------------- | ------------------ | ---------------------------------------- | ------------- | ----------------------------------- | ----------------- |
| 67               | 1                  | У новогодишњој ноћи (1. део)             | Милан Караџић | Владимир Ђурђевић и Маријана Арацки | 26. фебруар 2018. |
| 68               | 2                  | У новогодишњој ноћи (2. део)             | Милан Караџић | Владимир Ђурђевић и Маријана Арацки | 27. фебруар 2018. |
| 69               | 3                  | У новогодишњој ноћи (3. део)             | Милан Караџић | Владимир Ђурђевић                   | 28. фебруар 2018. |
| 70               | 4                  | Кад дође пубертет                        | Милан Караџић | Владимир Ђурђевић                   | 1. март 2018.     |
| 71               | 5                  | Прича о кућној помоћници                 | Милан Караџић | Владимир Ђурђевић                   | 5. март 2018.     |
| 72               | 6                  | Норме и правила                          | Милан Караџић | Владимир Ђурђевић                   | 6. март 2018.     |
| 73               | 7                  | Операција Гроф                           | Милан Караџић | Владимир Ђурђевић                   | 8. март 2018.     |
| 74               | 8                  | Операција Гроф (прича друга)             | Милан Караџић | Владимир Ђурђевић                   | 12. март 2018.    |
| 75               | 9                  | Тако испало                              | Милан Караџић | Владимир Ђурђевић                   | 13. март 2018.    |
| 76               | 10                 | Машанова прича                           | Милан Караџић | Владимир Ђурђевић                   | 15. март 2018.    |
| 77               | 11                 | Заробљеник                               | Милан Караџић | Владимир Ђурђевић                   | 19. март 2018.    |
| 78               | 12                 | Лакрдија                                 | Милан Караџић | Владимир Ђурђевић                   | 20. март 2018.    |
| 79               | 13                 | Истрага                                  | Милан Караџић | Владимир Ђурђевић                   | 21. март 2018.    |
| 80               | 14                 | Талац                                    | Милан Караџић | Владимир Ђурђевић                   | 22. март 2018.    |
| 81               | 15                 | Шта је било после                        | Милан Караџић | Владимир Ђурђевић                   | 27. март 2018.    |
| 82               | 16                 | Конкуренција                             | Милан Караџић | Владимир Ђурђевић                   | 28. март 2018.    |
| 83               | 17                 | Договор                                  | Милан Караџић | Владимир Ђурђевић                   | 29. март 2018.    |
| 84               | 18                 | Љубавни јади                             | Милан Караџић | Владимир Ђурђевић                   | 2. април 2018.    |
| 85               | 19                 | Ко овде смета?                           | Милан Караџић | Владимир Ђурђевић                   | 3. април 2018.    |
| 86               | 20                 | Због кога и због чега                    | Милан Караџић | Владимир Ђурђевић                   | 5. април 2018.    |
| 87               | 21                 | А, што ћемо љубав крити?                 | Милан Караџић | Владимир Ђурђевић                   | 9. април 2018.    |
| 88               | 22                 | Признање (1. део)                        | Милан Караџић | Владимир Ђурђевић                   | 10. април 2018.   |
| 89               | 23                 | Признање (2. део)                        | Милан Караџић | Владимир Ђурђевић                   | 12. април 2018.   |
| 90               | 24                 | Газда, ферка, „Медијус”                  | Милан Караџић | Владимир Ђурђевић                   | 16. април 2018.   |
| 91               | 25                 | Пуковник                                 | Милан Караџић | Владимир Ђурђевић                   | 17. април 2018.   |
| 92               | 26                 | У тајности                               | Милан Караџић | Владимир Ђурђевић                   | 18. април 2018.   |
| 93               | 27                 | О новцу                                  | Милан Караџић | Владимир Ђурђевић                   | 19. април 2018.   |
| 94               | 28                 | Кокање и сркање                          | Милан Караџић | Владимир Ђурђевић                   | 23. април 2018.   |
| 95               | 29                 | Од горе на доле                          | Милан Караџић | Владимир Ђурђевић                   | 24. април 2018.   |
| 96               | 30                 | Вести                                    | Милан Караџић | Владимир Ђурђевић                   | 26. април 2018.   |
| 97               | 31                 | Спорови                                  | Милан Караџић | Владимир Ђурђевић                   | 30. април 2018.   |
| 98               | 32                 | Прича о гатари                           | Милан Караџић | Владимир Ђурђевић                   | 1. мај 2018.      |
| 99               | 33                 | Окршај                                   | Милан Караџић | Владимир Ђурђевић                   | 3. мај 2018.      |
| 100              | 34                 | Наплата дуга                             | Милан Караџић | Владимир Ђурђевић                   | 7. мај 2018.      |
| 101              | 35                 | Подвала                                  | Милан Караџић | Владимир Ђурђевић                   | 8. мај 2018.      |
| 102              | 36                 | Сведок                                   | Милан Караџић | Владимир Ђурђевић                   | 9. мај 2018.      |
| 103              | 37                 | Тмурни облаци                            | Милан Караџић | Владимир Ђурђевић                   | 10. мај 2018.     |
| 104              | 38                 | Инкогнито                                | Милан Караџић | Владимир Ђурђевић                   | 14. мај 2018.     |
| 105              | 39                 | Представа, Машан, враџбине               | Милан Караџић | Владимир Ђурђевић                   | 15. мај 2018.     |
| 106              | 40                 | Чисто срце                               | Милан Караџић | Владимир Ђурђевић                   | 16. мај 2018.     |
| 107              | 41                 | Представа, Машан, враџбине (прича друга) | Милан Караџић | Владимир Ђурђевић                   | 17. мај 2018.     |
| 108              | 42                 | Војник                                   | Милан Караџић | Владимир Ђурђевић                   | 21. мај 2018.     |
| 109              | 43                 | Етика и скрупуле                         | Милан Караџић | Владимир Ђурђевић                   | 22. мај 2018.     |
| 110              | 44                 | Купац                                    | Милан Караџић | Владимир Ђурђевић                   | 23. мај 2018.     |
| 111              | 45                 | Купопродаја куће                         | Милан Караџић | Владимир Ђурђевић                   | 24. мај 2018.     |
| 112              | 46                 | Купац, пријава, кућа                     | Милан Караџић | Владимир Ђурђевић                   | 28. мај 2018.     |
| 113              | 47                 | Купац, пријава, кућа (прича друга)       | Милан Караџић | Владимир Ђурђевић                   | 29. мај 2018.     |
| 114              | 48                 | Преко Цириха за Њујорк                   | Милан Караџић | Владимир Ђурђевић                   | 30. мај 2018.     |